# Kanton Pernes-les-Fontaines
Kanton Pernes-les-Fontaines is een kanton van het Franse departement Vaucluse. Kanton Pernes-les-Fontaines maakt deel uit van het arrondissement Carpentras en telde 34.170 inwoners in 2018.

## Gemeenten
Het kanton Pernes-les-Fontaines omvatte tot 2014 de volgende 6 gemeenten:
- Le Beaucet : 352 inwoners
- Pernes-les-Fontaines : 10 170 inwoners (hoofdplaats)
- La Roque-sur-Pernes : 447 inwoners
- Saint-Didier : 1 847 inwoners
- Velleron : 2 829 inwoners
- Venasque : 966 inwoners

Na de herindeling van de kantons bij decreet van 25 februari 2014, met uitwerking op 22 maart 2015, omvat het kanton volgende 21 gemeenten, waaronder alle gemeenten van de opgeheven kantons Sault en Mormoiron:
- Aurel
- Le Beaucet
- Bédoin
- Blauvac
- Crillon-le-Brave
- Flassan
- Malemort-du-Comtat
- Mazan
- Méthamis
- Modène
- Monieux
- Mormoiron
- Pernes-les-Fontaines
- La Roque-sur-Pernes
- Saint-Christol
- Saint-Didier
- Saint-Pierre-de-Vassols
- Saint-Trinit
- Sault
- Venasque
- Villes-sur-Auzon